# Galbusera
Galbusera ([ɡalbuˈzeːra]) is een Italiaans historisch merk van motorfietsen.
De bedrijfsnaam was: Moto Galbusera & Co., later Motocicli Plinio Galbusera, Brescia.
Plinio Galbusera bouwde vanaf 1934 aanvankelijk 173- tot 498cc-Python (Rudge)- en Sturmey-Archer-motoren in zijn frames. De losse versnellingsbakken kwamen van Sturmey-Archer en Burman. In 1938 verschenen twee sensationele machines die op de salon van Milaan gepresenteerd werden. Ze waren niet in een grote fabriek gemaakt, maar door Plinio Galbusera persoonlijk in elkaar gezet. De ene was een 249,2cc-V4 tweetakt met compressor, aluminium cilinders en een vierversnellingsbak en de andere een 498,4cc-V8. In wezen was deze laatste motor opgebouwd uit twee gekoppelde viercilindermotoren waarbij elk cilinderblok een eigen krukas had. De beide krukassen draaiden tegen elkaar in. Ook deze machine had een compressor. De motoren waren ontwikkeld door de technicus Adolf Marama Toyo, een vriend van Galbusera van Egyptische afkomst. Ondanks die compressoren leverden de machines relatief weinig vermogen, 28 pk bij 8.000 tpm. Mogelijk is dat de reden dat ze in het prototypestadium bleven steken.
Toch was het niet Galbusera’s bedoeling veel vermogen te ontwikkelen. Hij wilde betrouwbare toermachines maken en de topsnelheid van 150 km/uur was zeer acceptabel. De beperkte financiële slagkracht van Galbusera kan ook de ontwikkeling hebben tegengehouden. In afwachting van betere tijden produceerde Galbusera tot de Tweede Wereldoorlog speedway- en grasbaanframes en triporteurs met 500- en 600cc-eencilinders en 1000cc-vierclinder-zijkleppers. Ook 350- en 500cc-toermodellen werden er gemaakt, waarbij de blokken meestal van MM uit Bologna kwamen.
Na 1945 maakte men aanvankelijk 125- en 175cc-tweetakten met Sachs-blokjes, die later door Villiers-motoren vervangen werden. Er kwam ook een 200cc-versie. Begin jaren vijftig had Galbusera 250- en 500cc-viertaktmodellen in het programma. In 1955 begon men financiële problemen te krijgen en werd de productie beëindigd.